# 多邊公約國內法化暫行條例
多邊公約國內法化暫行條例，是由陳長文等臺灣學者於2009年所提法律草案，行政院於2014年參考制定了行政規則。中華民國國際法學會2015年底仍呼籲立法院優先立法，認為有利台灣法制接軌國際。草案精神是，在中華民國「重返」聯合國之前，政府機關「暫時」依循法定職掌、在相當的人事預算支持下，追蹤全世界多邊公約發展進度，並由政府設置系統性平台與民間分享資訊，政府並應及時選擇「對臺灣融入國際不可或缺」的多邊公約，一一進行國內法化。

## 提案背景
中華民國1971年退出聯合國後，失去參與制定及締結多邊公約的資格。中華民國政府自2009年以來，透過「公約施行法模式」完成公民與政治權利國際公約、經濟社會文化權利國際公約等六大重要多邊公約的國內法化，有助提升法治及司法改革。但陳長文認為，聯合國保存且具代表性的多邊公約超過500項，台灣需要系統性、持續動能的制度化機制，並以國家策略性全觀面向循序接軌。
因此，陳長文在2009年4月投書〈多邊公約國內法化，不能只靠馬總統〉，首度公開提出草案構想，2014年6月再投書〈國內法接軌國際 要加緊扎根〉敦促政府。
中華民國國際法學會表示，台灣面對三大挑戰：超國界法治時代，台灣法規國際化不足影響軟實力及長遠發展、現行條約轉換機制不足。2015年12月通過決議呼籲立法院優先制定本條例以建立制度。

## 反應
- 行政院2014年6月重申加入國際公約的決心，並由政務委員蔡玉玲邀集相關機關研商後，同年8月頒布行政規則《行政院所屬各機關多邊國際條約及協定國內法化作業要點》。[4]但中華民國國際法學會認為，行政規則位階，缺乏明確法定任務及預算人力的規劃保障，不足以惡補接軌工程，因此2015年12月通過決議呼籲政府與國會儘速完成立法。透過立法，將接軌國際法的工程制度化，對內可盤點式升級法規，對外清楚表示臺灣決心。[5]

- 中華民國國際法學會2015年12月決議呼籲優先立法後，總統府公開表示對立法樂觀其成。[6]立法院方面，民進黨立委黃偉哲正面認為，法案可對國際信守承諾、也是正面回應國際社會，若國內立法還要一個個審議，很沒效率，但要考慮好配套以減少民眾疑慮。國民黨政策會執行長賴士葆，樂見在2016年新會期優先立法。立委呂學樟贊同「這是一個進步法案，有必要完成立法」，並表示台灣雖非聯合國會員國，但頻繁參與國際合作，須要一套法律統整規範、梳理相關公約。親民黨團李桐豪則認為，要國內認同公約，需由立法院會一一把關決議再制定施行法，不會全盤接收公約。[7][8]

## 外部連結
- 中華民國國際法學會2015年決議新聞稿、〈多邊公約國內法化暫行條例草案〉全文 （页面存档备份，存于）
- 〈行政院所屬各機關多邊國際條約及協定國內法化作業要點〉 （页面存档备份，存于）
- 〈多邊條約國內法化：必要性與制度建立〉 （页面存档备份，存于）,陳長文, 2012年12月
- 《國際公約內國法化的實踐》[],廖福特, 臺灣國際法學會, 2009年10月, 法務部2009年度委託研究計畫
- 《國際人權公約國內法化之方法與策略》 （页面存档备份，存于）, 陳隆志、廖福特,台灣新世紀文教基金會, 2002-12-31, 行政院研考會委託研究計畫
- 中華民國國際法學會網站 （页面存档备份，存于）
- 聯合國條約資料庫